# Blokpolitiek

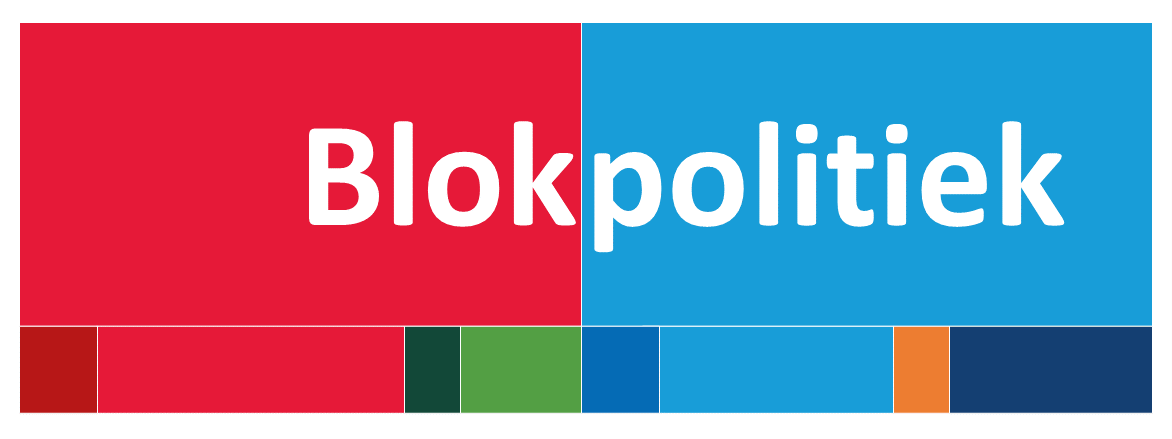
Bij blokpolitiek, kenmerkend voor negatief parlementarisme, wisselt de macht doorgaans volledig van het ene blok naar het andere, of blijft de bestaande regeringscoalitie aan.

In landen met blokpolitiek bundelen ideologisch verwante partijen hun krachten om de macht te kunnen behouden of overnemen. Deze structuur sluit aan bij het negatief parlementarisme, waarbij een regering kan doorregeren zolang er geen meerderheid tegen haar is. Dit leidt ertoe dat er twee duidelijke blokken ontstaan: links (rood) en rechts (blauw) die elkaar bij de machtsvorming afwisselen.
Partijen behouden binnen een blok hun eigen identiteit en programma, maar geven elkaar waar nodig gedoogsteun, ook wel de parlementaire basis genoemd. Dit zorgt voor de stabiliteit die minderheidskabinetten mogelijk maakt, waarbij de regering met wisselende steun van andere partijen flexibel kan samenwerken, zelfs over ideologische grenzen heen, om specifieke wetsvoorstellen door te voeren.
In Nederland wordt deze samenwerking vaak aangeduid als een electorale alliantie, pre-electorale coalitie of stembusakkoord. Door de regelmatige afwisseling van blokken in de regering spreekt men van een penduledemocratie. Blokpolitiek contrasteert met positief parlementarisme, waar na de verkiezingen coalities worden gevormd en de macht slechts beperkt wisselt; dit systeem staat bekend als centrumpolitiek of waaierdemocratie.

## Geschiedenis
Het begrip blokpolitiek ontstond begin 20e eeuw in Scandinavië en werd voor het eerst gedocumenteerd in Denemarken in 1909. Een drijvende kracht achter blokvorming is het negatief parlementarisme. Dit houdt in dat een zittende regering enkel plaats hoeft te maken wanneer de oppositie een meerderheid behaalt, of wanneer er een motie van wantrouwen wordt aangenomen. 
In de jaren '10 en '20 van de 20e eeuw schakelden Zweden, Denemarken en Noorwegen over van een meerderheidsstelsel naar een kiesstelsel van evenredige vertegenwoordiging. Er ontstonden meerdere politieke partijen waardoor de noodzaak tot coalitievorming groter werd. Na de Eerste Wereldoorlog kenmerkte het politieke landschap zich door de opkomst van de sociaaldemocratie en de arbeidersbeweging. De arbeiderspartijen stonden echter zo sterk dat conservatieve en liberale partijen hen enkel door blokvorming konden verslaan. Deze waardenstrijd zette zich voort na de Tweede Wereldoorlog, waarbij de politieke blokken verder vorm kregen. Dit leidde tot de blokpolitiek die tot op de dag van vandaag kenmerkend is voor het Scandinavische politieke systeem.  
Onafhankelijk hiervan heeft Nieuw-Zeeland in de jaren '90 een eigen cultuur van blokpolitiek ontwikkeld.

## Kenmerken
Blokpolitiek wordt toegepast in landen met evenredige vertegenwoordiging en negatief parlementarisme. Op die manier combineert het de dynamiek van een tweepartijensysteem (zoals in de Angelsaksische landen met een meerderheidsstelsel zoals de Verenigde Staten en Groot-Brittannië) met de diversiteit van een meerpartijenstelsel. Kiezers hebben directe invloed op welke coalitie de regering zal vormen afhankelijk van welk blok de meerderheid behaalt, waardoor regeringsvorming snel en transparant verloopt. Bovendien is de democratische verantwoording groot, omdat kiezers eenvoudig kunnen kiezen voor een andere partij en/of ander blok als ze ontevreden zijn met het huidige beleid. Hierdoor hebben kiezers invloed op de machtsverhoudingen binnen elk blok, in tegenstelling tot tweepartijensystemen waar interne partijbeslissingen de richting bepalen.
Blokpolitiek bestaat uit de volgende kenmerken:
- Negatief parlementarisme: Een regering hoeft enkel op te stappen wanneer een meerderheid tegen haar is.[11] Dit zorgt er voor dat enkel als een oppositieblok een meerderheid behaalt, deze de verkiezingen heeft gewonnen en de ruimte krijgt om een nieuwe regering te vormen.
- Twee dominante partijen: In landen met blokpolitiek wordt de politieke arena gedomineerd door twee grote partijen, vaak geassocieerd met verschillende kleuren, zoals rood en blauw. Deze partijen leiden de blokken en wanneer een blok de verkiezingen wint, leveren de kleinere partijen van het blok bewindslieden of gedoogsteun.
- Inclusieve partijvertegenwoordiging: Om een meerderheid te behalen en de verkiezingen te winnen, zijn alle partijen binnen een blok nodig. Dit betekent dat ook kleine partijen en partijen aan de uitersten van het politieke spectrum invloed hebben op het beleid, omdat hun steun nodig is om verkiezingen te winnen.
- Strijd om leiderschap: Elk blok kiest voorafgaand aan de verkiezingen een leider die kandidaat is voor het premierschap, vergelijkbaar met het systeem in de Verenigde Staten. Na de verkiezingen is het snel duidelijk welk blok en welke leider de macht krijgt, wat zorgt voor een soepele overgang van de macht.
- Snelle regeringsvorming: Omdat elk blok voor de verkiezingen een concept-regeerakkoord opstelt, kan de vorming van een nieuwe regering snel plaatsvinden,[12] ongeacht welk blok wint. De contouren van het beleid zijn namelijk al vóór de verkiezingen bepaald.
- Minderheidsregeringen: Partijen binnen het winnende blok regeren ofwel mee of leveren gedoogsteun.[13] Dit wordt in Denemarken parlementaire basis genoemd en levert de stabiliteit die minderheidsregeringen gebruikelijk maakt. Deze regering kent flexibiliteit maar dient voor elke beslissing opnieuw een meerderheid te vinden.[14]
- Volledige machtswisseling: Als een ander blok de verkiezingen wint, wordt de hele regering vervangen. Er nemen geen zittende partijen plaats in het nieuwe kabinet, wat leidt tot duidelijk verschillende beleidsperiodes afhankelijk van welk blok aan de macht is.[15]
- Eén wetgevend orgaan: Alle landen met blokpolitiek hebben een eenkamerstelsel. Dit betekent dat er geen senaat is die wetgeving uit het parlement kan blokkeren wat het wetgevingsproces efficiënter maakt.[16]

## Landen met blokpolitiek
| Land          | Positie op de Democratie-index (2023) | Traditioneel dominante linkse partij | Traditioneel dominante rechtse partij | Kiesdrempel                                     | Aantal partijen | Laatste kabinet op basis van blokmeerderheid | Unicameralisme sinds |
| ------------- | ------------------------------------- | ------------------------------------ | ------------------------------------- | ----------------------------------------------- | --------------- | -------------------------------------------- | -------------------- |
| Noorwegen     | 1                                     | Arbeiderspartiet                     | Høyre                                 | 0% (kiesdrempel van 4% voor vereffeningszetels) | 10              | 2021-heden                                   | 2009                 |
| Nieuw-Zeeland | 2                                     | Labour                               | National                              | 5%                                              | 6               | 2023-heden                                   | 1951                 |
| Zweden        | 4                                     | Socialdemokraterna                   | Moderaterna                           | 4%                                              | 8               | 2022-heden                                   | 1971                 |
| Denemarken    | 6                                     | Socialdemokraterne                   | Venstre                               | 2%                                              | 12              | 2019-2022                                    | 1953                 |

### Noorwegen

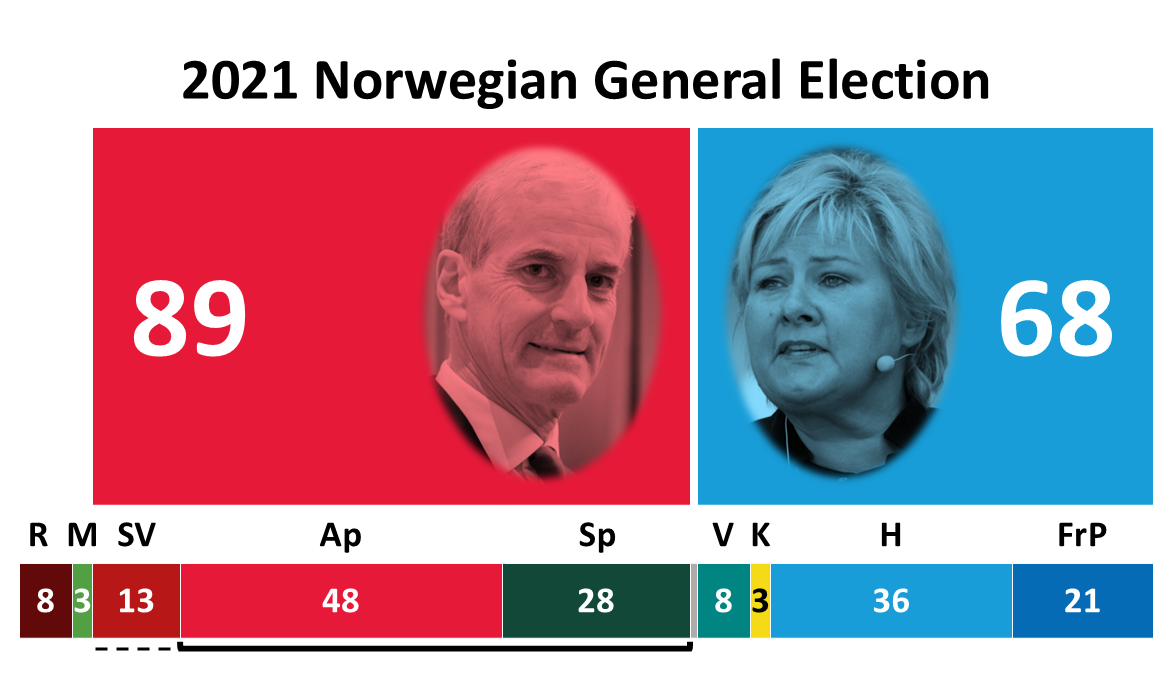
De uitslag van de Noorse verkiezingen in 2021 weergegeven in blokken. Het rode blok geleid door Jonas Gahr Støre van de Sociaaldemocraten won 89 zetels en versloeg daarmee het blauwe blok geleid door Erna Solberg van de conservatieven.

In Noorwegen is het politieke spectrum traditioneel verdeeld in een rood blok, geleid door Arbeiderspartij, en een blauw blok onder leiding van de liberale Høyre. Het rechterblok heeft zich gevormd in de jaren '50 toen samenwerking tussen burgerlijke partijen op gang kwam om de sociaaldemocraten te kunnen verslaan. De arbeiderspartij had in Noorwegen namens sinds de Tweede Wereldoorlog een absolute meerderheid. Als reactie op de rechtse samenwerking ging de arbeiderspartij vanaf de jaren '60 samenwerken met de socialistische partij. In 1989 behaalde de rechts-populistische Fremkrittspartiet een grote overwinning waarna zij werd opgenomen in het rechterblok. Dit leidde tot ongenoegen bij de Senterpartiet die daarna langzaam de overstap maakte naar het linkerblok. Vanaf de verkiezingen van 2005 was deze overstap een feit.
De volgende blokken zijn ontstaan:
- Het rode arbeidersblok: Arbeiderspartiet (sociaaldemocratisch), Socialistisk Venstreparti (socialistisch) en Senterpartiet (agrarisch). In principe behoren de partijen Rødt (marxistisch) en Miljøpartiet De Grønne (ecologisch) ook bij dit blok, maar die zijn nog niet nodig geweest voor het behalen van een meerderheid.

- Het Blauwe burgelijke blok: Høyre (conservatief liberaal), Fremskrittspartiet (libertair populistisch), Venstre (sociaalliberaal) en de Christelijke Volkspartij (christendemocratisch).

|  | ■ R | ■ MDG | ■ SV | ■ Ap | ■ Sp | ■ PF | ■ V | ■ KrF | ■ H | ■ FrP |

|    |    |    |    |    |    |    |    |    |
| 87 | 15 | 61 | 11 | 10 | 11 | 23 | 38 | 82 |
|    |    |    |    |    |    |    |    |    |

|    |    |    |    |   |    |    |    |    |
| 86 | 11 | 64 | 11 | 2 | 10 | 30 | 41 | 83 |
|    |    |    |    |   |    |    |    |    |

|    |   |   |    |    |   |    |    |    |    |
| 72 | I | 7 | 55 | 10 | 9 | 10 | 48 | 29 | 96 |
|    |   |   |    |    |   |    |    |    |    |

|    |   |   |    |    |    |   |   |    |    |    |
| 79 | I | I | 11 | 49 | 19 | 8 | 8 | 45 | 27 | 88 |
|    |   |   |    |    |    |   |   |    |    |    |
|    |   |   |    |    |    |   |   |    |    |    |
|    |   |   |    |    |    |   |   |    |    |    |

|    |   |   |    |    |    |   |   |   |    |    |    |
| 89 | 8 | 3 | 13 | 48 | 28 | I | 8 | 3 | 36 | 21 | 68 |
|    |   |   |    |    |    |   |   |   |    |    |    |

### Nieuw-Zeeland

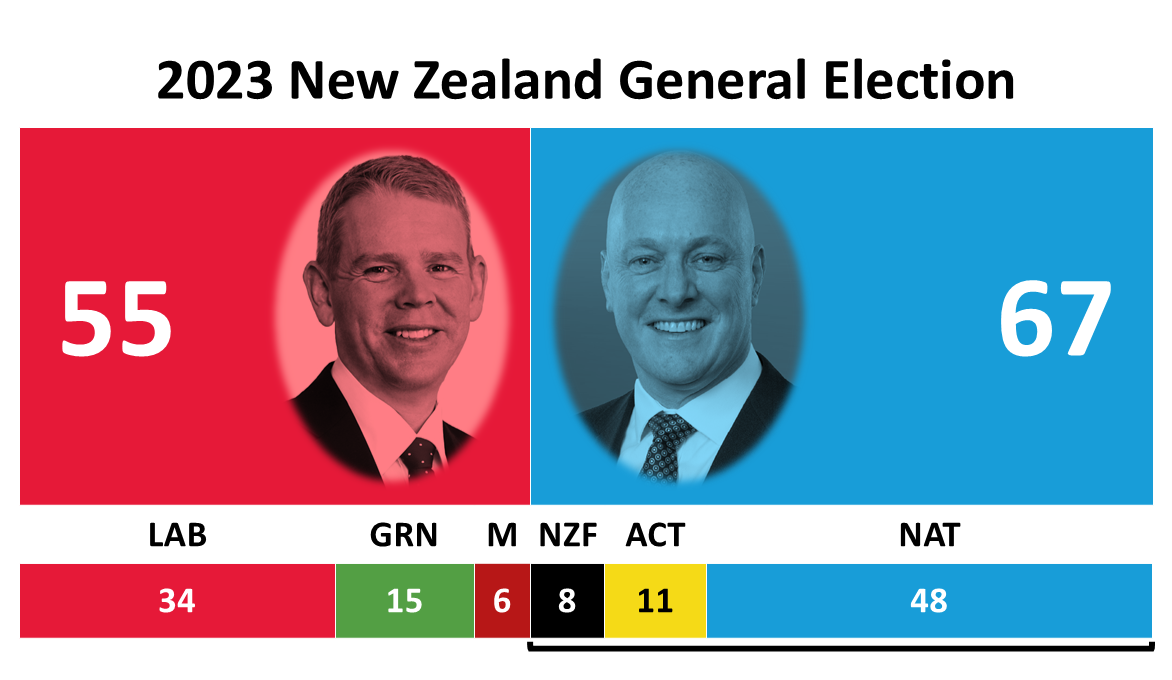
De uitslag van de Nieuw-Zeelandse verkiezingen in 2023 weergegeven in blokken. Het centrumrechtse blok geleid door Christopher Luxon van National behaalde een ruime overwinning op het centrumlinkse blok geleid door Chris Hipkins van Labour.

In Nieuw-Zeeland zijn politieke partijen geclusterd in een centrumlinks en een centrumrechts blok. Tot de jaren negentig gebruikte Nieuw-Zeeland een meerderheidsstelsel, waardoor de twee partijen Labour en National domineerden. In 1996 transformeerde het politiek landschap door invoering van een vorm van evenredige vertegenwoordiging (mixed-member proportional representation). Het zorgde voor een grotere vertegenwoordiging van kleinere partijen waardoor coalitieregeringen ontstonden. Om stabiele regeringscoalities veilig te stellen zochten de twee grote partijen echter direct vaste bondgenootschappen met de kleine partijen. Uitzondering op deze regel is het populistische New Zealand First dat meestal met centrumrechts regeert, maar soms ook met centrumlinks.
De volgende blokken ontstonden na de hervorming van het kiesstelsel in 1996:
- Centrumlinks blok: Labour Party (sociaaldemocratie en progressief beleid), Groene partij (milieuvraagstukken en sociale rechtvaardigheid) en Māori-partij (met name Māori-belangen).

- Centrumrechts blok: National (vrijemarktbeleid en conservatisme) en ACT Nieuw-Zeeland (neoliberale economie en individuele vrijheden) en New Zealand First (populisme en nationalisme).

### Zweden

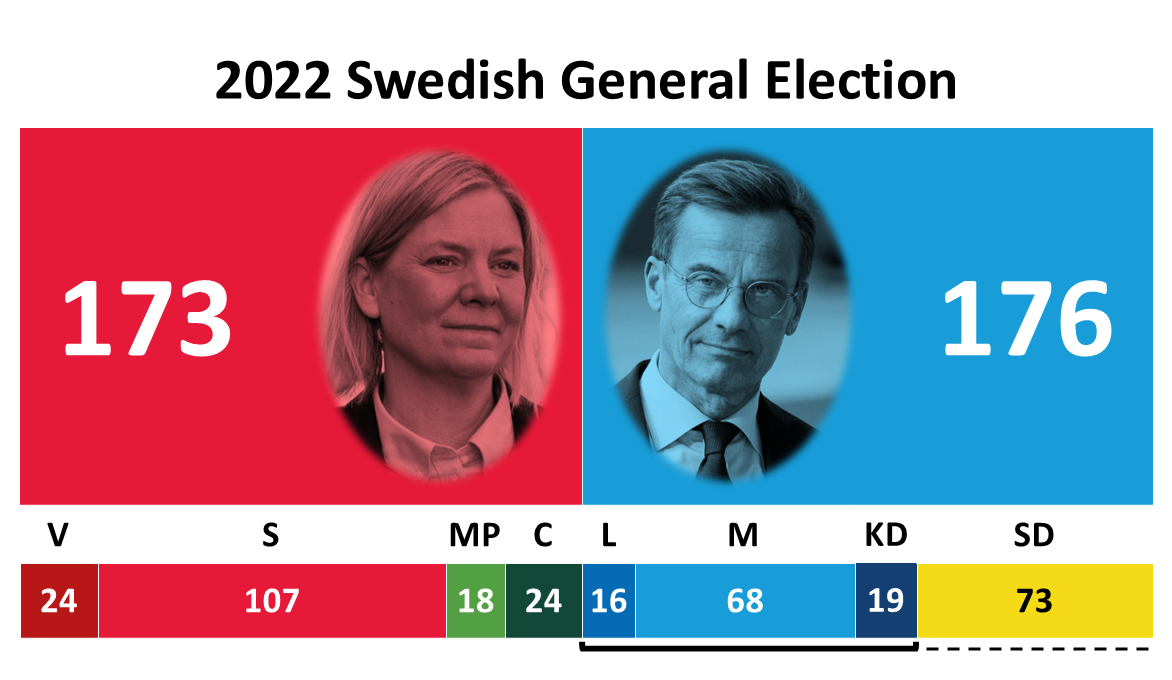
De uitslag van de Zweedse verkiezingen in 2022 weergegeven in blokken. Het burgerlijke blok geleid door Ulf Kristersson van de Gematigden won met 1 zetel verschil van het rood-groene blok geleid door Magdalena Andersson van de Sociaaldemocraten.

Zweden kent sinds 1945 een sterke traditie van blokpolitiek, maar deze werd tijdelijk doorbroken tussen 2010 en 2022. In 2010 maakten de radicaal-rechtse Zweden-Democraten voor het eerst hun intrede in de Rijksdag met 20 zetels. Bij de verkiezingen van 2014 groeiden ze naar 49 zetels, wat leidde tot het ontstaan van een derde blok. Omdat geen van de traditionele blokken bereid was om met hen samen te werken, kon geen van de blokken nog zelfstandig een meerderheid behalen. Dit dwong hen op zoek te gaan naar alternatieve meerderheden.
Er trad een verschuiving op na de verkiezingen van 2018 toen de Centrumpartij ervoor koos om de sociaaldemocratische premier van het rode blok te steunen in plaats van samen te werken met radicaal-rechts. Dit leidde er toe dat de rechtse oppositie de handen vrij kreeg om samen te gaan werken met de Zweden-Democraten. In het najaar van 2021 namen de Zweden-Democraten voor het eerst deel aan de besprekingen over de staatsbegroting. Bij de verkiezingen van 2022 won het blauwe blok met behulp van de Zweden-democraten als gedoogpartner met één zetel verschil, ondanks het vertrek van de Centrumpartij.
Vanaf 2022 bestonden de politieke blokken in de Zweedse Rijksdag uit:
- Het rood-groene blok: Sociaaldemocraten, Groene Milieupartij, Linkse Partij en Centrumpartij (officieel nog aangesloten bij het burgerlijke blok).
- Het burgerlijke blok: Gematigden, Christendemocraten, Liberalen en de Zweden-Democraten (enkel gedoogsteun).

#### Machtsbalans tussen 2006 en 2022
|  | ■ V | ■ S | ■ MP | ■ C | ■ L | ■ M | ■ KD | ■ SD |

|     |    |     |    |    |    |    |    |     |
| 171 | 22 | 130 | 19 | 29 | 28 | 97 | 24 | 178 |
|     |    |     |    |    |    |    |    |     |

|     |    |     |    |    |    |     |    |    |     |
| 156 | 19 | 112 | 25 | 23 | 24 | 107 | 19 | 20 | 173 |
|     |    |     |    |    |    |     |    |    |     |

|     |    |     |    |    |    |    |    |    |     |
| 159 | 21 | 113 | 25 | 22 | 19 | 84 | 16 | 49 | 141 |
|     |    |     |    |    |    |    |    |    |     |

|     |    |     |    |    |    |    |    |    |     |
| 144 | 28 | 100 | 16 | 31 | 20 | 70 | 22 | 62 | 143 |
|     |    |     |    |    |    |    |    |    |     |
|     |    |     |    |    |    |    |    |    |     |

|     |    |     |    |    |    |    |    |    |     |
| 173 | 24 | 107 | 18 | 24 | 16 | 68 | 19 | 73 | 176 |
|     |    |     |    |    |    |    |    |    |     |

### Denemarken

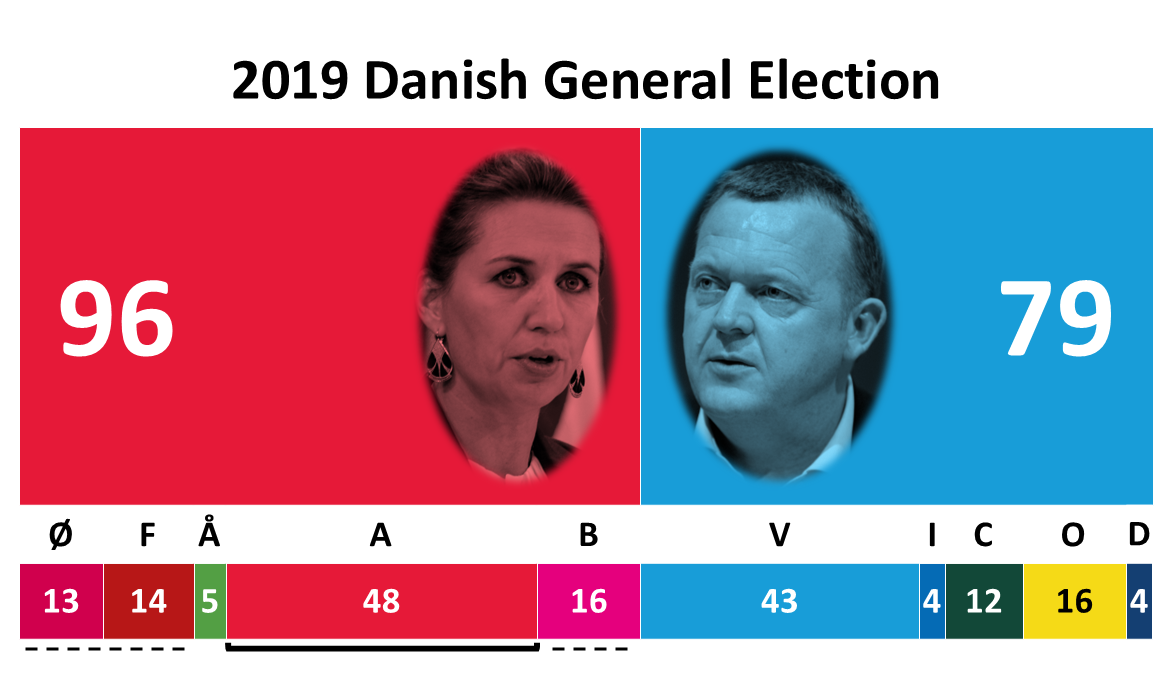
De uitslag van de Deense verkiezingen in 2019 weergegeven in blokken. Het rode blok geleid door Mette Frederiksen van de Sociaaldemocraten won ruim van het blauwe blok geleid door Lars Løkke Rasmussen van de liberale partij Venstre.

De term blokpolitiek werd in Denemarken voor het eerst genoemd in 1909 en is niet altijd even vaak gebruikt in de Deense politiek. In de jaren '50 kwam er een intensieve samenwerking van de liberalen en de conservatieven op gang om de dominantie van de rode partijen te doorbreken. De termen "rood en blauw blok" raakten echter pas veel later wijdverspreid. Ze verschenen voor het eerst in een Deens dagblad in 1994, toen Venstre's toenmalige voorzitter Uffe Ellemann-Jensen verklaarde: "Wij stellen voor dat de kiezers deze keer daadwerkelijk kunnen kiezen tussen een blauw en een rood blok. De kiezers worden geconfronteerd met een duidelijke keuze." De uitdrukkingen sloegen echter pas vijftien jaar later echt aan, toen ze op grote schaal werden gebruikt in het algemene verkiezingsjaar van 2011 en sindsdien gevestigde uitdrukkingen zijn geworden in het Deense politieke taalgebruik.
Er bestaat echter geen volledige overeenstemming over de afbakening van de Deense politieke blokken. Analyse-instituten als Voxmeter en media als Berlingske hanteren de onderstaande verdeling van de partijen in blokken, o.a. bij de publicatie van opiniepeilingen:
- Het rode blok: Sociaaldemocraten, Sociaal Liberalen, Socialistische Partij, Rood-Groene Eenheidslijst, Het Alternatief (prefereert een zelfstandig groen blok indien mogelijk).[31][32]
- Het blauwe blok: Liberalen, Conservatieven, Liberale Alliantie, Deense Volkspartij en Deense Democraten.
- Het paarse blok: De Gematigden hebben zich sinds de verkiezingen van 2022 nadrukkelijk in het midden geplaatst.[33]

Deense politicologen bestuderen vaak de mate van blokpolitiek in Denemarken door het stemgedrag van de partijen te onderzoeken van wetsvoorstellen in het Deense parlement. Tussen 1988 en 2018 werd 0 tot 25% van de wetten aangenomen door de de politieke blokmeerderheid die achter de regering staat (de parlementaire basis). Bij 30 tot 45 % van de wetsvoorstellen was er sprake van steun van ten minste één partij uit de oppositie. Dit laatste komt dat doordat een groot deel van de wetsvoorstellen geen feitelijke politieke meningsverschillen bevatten, maar een meer technisch karakter hebben.

### Nederland

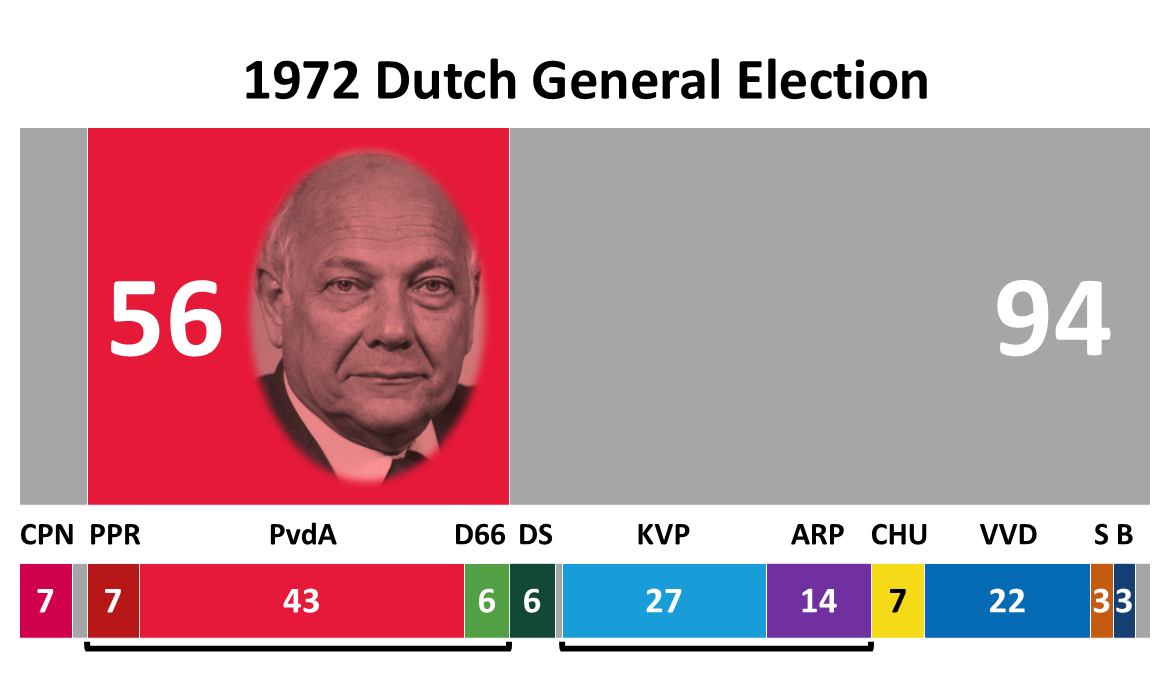
De uitslag van de Nederlandse verkiezingen in 1972 weergegeven met progressief stembusakkoord. Het rode blok geleid door Joop den Uyl van de PvdA won ruim. Door de linkse blokvorming kregen de relatief kleine PPR en D66 een plek in de regering.

Nederland kent door de verzuiling van oudsher drie dominante partijen in plaats van de twee die nodig zijn voor blokpolitiek. Daarnaast kent de Nederlandse politiek, mede door de afwezigheid van kiesdistricten, een grote mate van versplintering. In deze omstandigheden was de progressieve samenwerking in Nederland in de jaren '70 de enige aanzet in de richting van blokpolitiek. Deze samenwerking leidde tot het stembusakkoord Keerpunt 1972 waarmee drie progressieve partijen gezamenlijk de Tweede Kamerverkiezingen van 1972 ingingen.
- Het rode blok in 1972: PvdA, PPR (nu GroenLinks) en D66.

Aanvankelijk was het de bedoeling om ook de PSP bij de alliantie te betrekken, maar dit liep stuk op bezwaren vanuit D66. Wel werd de mogelijkheid opengelaten dat confessionele politici zouden kunnen toetreden tot een te vormen kabinet. Behalve het gezamenlijke programma vormden de drie partijen het schaduwkabinet-Den Uyl met een aantal schaduwministers onder leiding van Joop den Uyl. De progressieve alliantie haalde bij de verkiezingen 56 zetels. Dit was weliswaar een ruime winst op de KVP, maar te weinig voor een meerderheidskabinet. De verkiezingen leidden tot de vorming van het centrumlinkse kabinet-Den Uyl onder leiding van PvdA-premier Joop den Uyl, waaraan behalve de PvdA, PPR en D66 ook KVP en ARP deelnamen.
Hoewel Keerpunt 1972 een significant historisch moment was voor de Nederlandse politiek, zijn in de 20e eeuw geen soortgelijke samenwerkingen meer ondernomen. In de 21e eeuw werd de linkse samenwerking weer op de agenda gezet door GroenLinks. Dit leidde uiteindelijk tot een samenwerkingsverband met de Partij van de Arbeid in 2022. Bij de Tweede Kamerverkiezingen van 2023 vormden zij een een gezamenlijke kandidatenlijst onder de naam GroenLinks-PvdA.

### Duitsland

De Duitse naoorlogse politiek werd aanvankelijk gedomineerd door twee partijen. Deze partijen krijgen de laatste jaren steeds meer te maken met concurrentie en lastigere coalities.

In Duitsland is er door historische gevoeligheden geen sprake van blokpolitiek, maar eerder van een systeem dat omschreven kan worden als een waaierdemocratie met voorkeursduo's. In dit systeem werken bepaalde partijen traditioneel samen, maar zijn er geen vaste blokken. Zo vormen de christendemocratische CDU/CSU en de liberale FDP een natuurlijk bondgenootschap aan de rechterzijde van het politieke spectrum, terwijl de sociaaldemocratische SPD aan de linkerkant vaak de voorkeur geeft aan samenwerking met de Groenen.
Bij de vorming van regeringen in Duitsland speelt het cordon sanitaire een belangrijke rol. Dit houdt in dat bepaalde partijen uitgesloten worden van regeringsvorming. Aan de linkerzijde valt Die Linke, een partij die is ontstaan uit een fusie van voormalige SPD-leden en de opvolger van de Oost-Duitse communistische partij, buiten het samenwerkingsbereik van de SPD op nationaal niveau. Aan de rechterkant wordt de Alternative für Deutschland (AfD), een rechts-populistische partij, door geen enkele gevestigde partij als coalitiepartner geaccepteerd. Dit komt doordat hun standpunten in strijd worden geacht met de Duitse grondwettelijke waarden van democratie en mensenrechten.
De afwezigheid van blokpolitiek in Duitsland kan niet los worden gezien van de historische context van het land. De ervaringen uit de Weimarrepubliek, de opkomst van het nazisme, en de deling van Duitsland in Oost en West na de Tweede Wereldoorlog hebben gezorgd voor een politiek systeem dat voorzichtig is met extreme posities. Dit vertaalt zich in een cultuur van coalitievorming die de voorkeur geeft aan gematigde middencoalities.

## Impact
Blokpolitiek is een politiek systeem dat gericht is op de bevordering van coalitievorming en samenwerking tussen politieke partijen met vergelijkbare ideologische standpunten. In dit systeem staan compromis en onderhandelingen centraal, waarbij geen enkele partij bij voorbaat wordt uitgesloten van deelname aan de coalitie. Ook kleinere partijen spelen een essentiële rol binnen de blokken, aangezien hun steun vaak onmisbaar is voor het bereiken van een parlementaire meerderheid.
Een kenmerkend aspect van blokpolitiek is de intensieve discussie binnen de coalities over gevoelige onderwerpen zoals klimaatbeleid, immigratie, en herverdeling van middelen. Deze uitgebreide onderhandelingen zorgen ervoor dat de uiteindelijke beleidsvorming niet alleen breed gedragen wordt, maar ook effectief is. Partijen aan de politieke flanken voelen vaak de noodzaak om hun meer radicale standpunten te matigen om deel te kunnen nemen aan de coalitie, wat bijdraagt aan de stabiliteit van het politieke landschap.
Het systeem van blokpolitiek wordt vaak geprezen als model om het politieke conflict tussen verschillende politieke krachten vorm te geven. Het systeem toont aan dat diversiteit in politieke standpunten niet noodzakelijkerwijs leidt tot fragmentatie, maar juist kan bijdragen aan evenwichtige en stabiele beleidsvorming. Bovendien kan het systeem de polarisatie verminderen doordat populistische partijen hun extremere posities moeten bijstellen om coalitievorming mogelijk te maken. Dit leidt tot een functionele en stabiele democratie, waar politieke waardenstrijd en samenwerking hand in hand gaan.